# 分格
分格（ぶんかく、英語: partitive case）は、格のひとつで、「……の一部分」を意味する。対格がある物の全体を表すのに対し、分格はその一部を表す。とくに否定辞とともに多用される。

## 言語例
フィンランド語では格語尾 -ta/tä、-a/ä（短母音の後）、-tta/ttä（eで終わる語の後）によって分格が表される。現代語ではさまざまな用途があるが、分割可能な不定量のものに対して用いられ、また対格を使う場合とくらべると不完全または継続中の動作に対して用いられる。否定文の目的語には常に分格が用いられる。
- Mikko söi kanaa.「ミッコは鶏を（一部分）食べた」

バスク語では-(r)ikを加えることで表され、否定文に用いることが多い。不定の場合にのみ用いられる。
- Ez dut[3] ogirik.「私はパンを持っていない」
- Ah, dirurik banu.[4]「ああ、私にお金があったらいいのに」

インド・ヨーロッパ語族の言語には専用の分格は存在しないが、属格の重要な用法のひとつに部分属格があり、分格と同様に「……の一部分」を表す。
たとえばロシア語では動作が事物の一部だけ、または不定の量を対象とするとき、主に完了動詞の直接目的語として生格（=属格）が用いられる。対格を取る動詞が否定では対格ではなく生格を取るのが普通だが、例外も多い。存在の否定も生格で表される。
- Принесите воды.「水を少し持ってきてください」
- У меня нет денег.「私は金を持っていない」
- Он не знал радости.「彼は喜びを知らなかった」

フランス語の部分冠詞もよく似た役割を果たす。